# Staten Island Ferry
Staten Island Ferry – pasażerskie połączenie promowe w Nowym Jorku. Łączy ono dzielnice Staten Island i Manhattan – jest to jedyne bezpośrednie połączenie komunikacyjne między tymi dwiema dzielnicami. Trasa promu przebiega przez zatokę Upper New York Bay i ma długość 8,4 km.

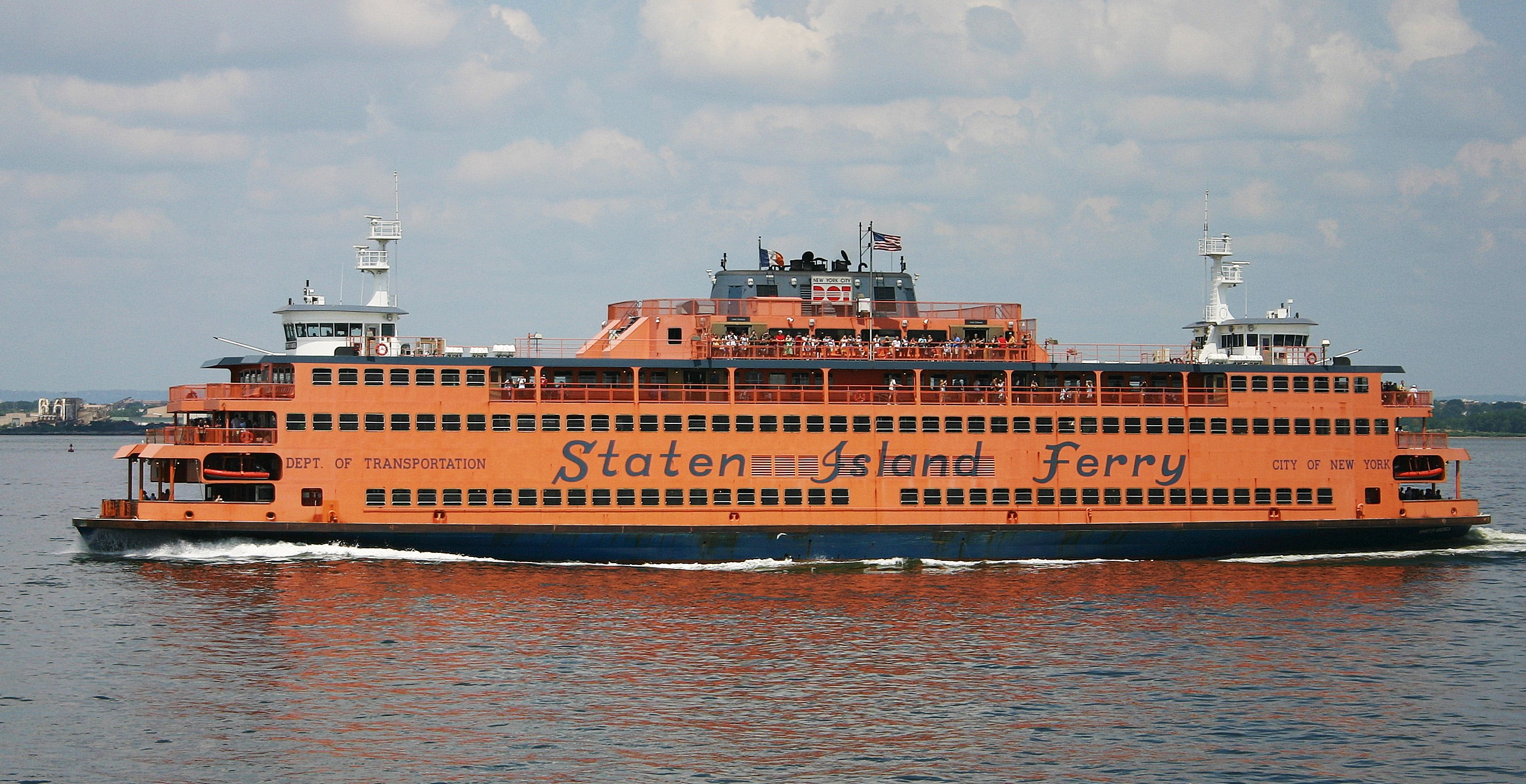
Jeden z promów Staten Island Ferry

Połączenie promowe jest dostępne dla pasażerów przez całą dobę, 7 dni w tygodniu – promy odpływają co 15–20 minut w godzinach szczytu i co 30 minut w pozostałych godzinach. Od 1997 r. połączenie jest bezpłatne. W typowy dzień roboczy promy Staten Island Ferry (jest ich osiem, z czego codziennie używanych jest pięć) odbywają 117 kursów pomiędzy Manhattanem i Staten Island, przewożąc około 75 tys. pasażerów każdego dnia. Pomiędzy godzinami szczytu promy są regularnie tankowane i wykonywane są prace konserwacyjne. Promy odbywają ponad 40 tys. kursów rocznie. W 2019 r. Staten Island Ferry przewiozła 25,2 mln pasażerów.

Trasa Staten Island Ferry

Promy odpływają z Manhattanu z terminalu pasażerskiego Whitehall, znajdującego się na południowym krańcu Manhattanu. Jego odpowiednikiem na Staten Island jest terminal pasażerski w Saint George.
Z promu można podziwiać panoramę Dolnego Manhattanu, Statuę Wolności, Ellis Island, Governors Island i Most Verrazzano-Narrows – z tego powodu połączenie to jest dużą atrakcją turystyczną.
Staten Island Ferry jest również popularnym miejscem do kręcenia filmów, charakterystyczne pomalowane na pomarańczowo promy można z zobaczyć w takich filmach jak Manhattan (1979 r.), Pracująca dziewczyna (1988 r.), Jak stracić chłopaka w 10 dni (2003 r.) i Spider-Man: Homecoming (2017 r.).

## Galeria Staten Island Ferry

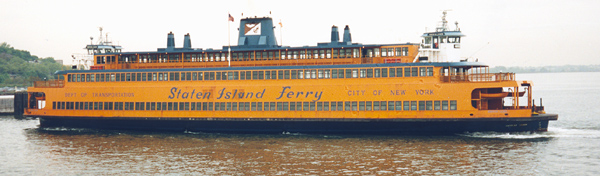
Prom Staten Island Ferry
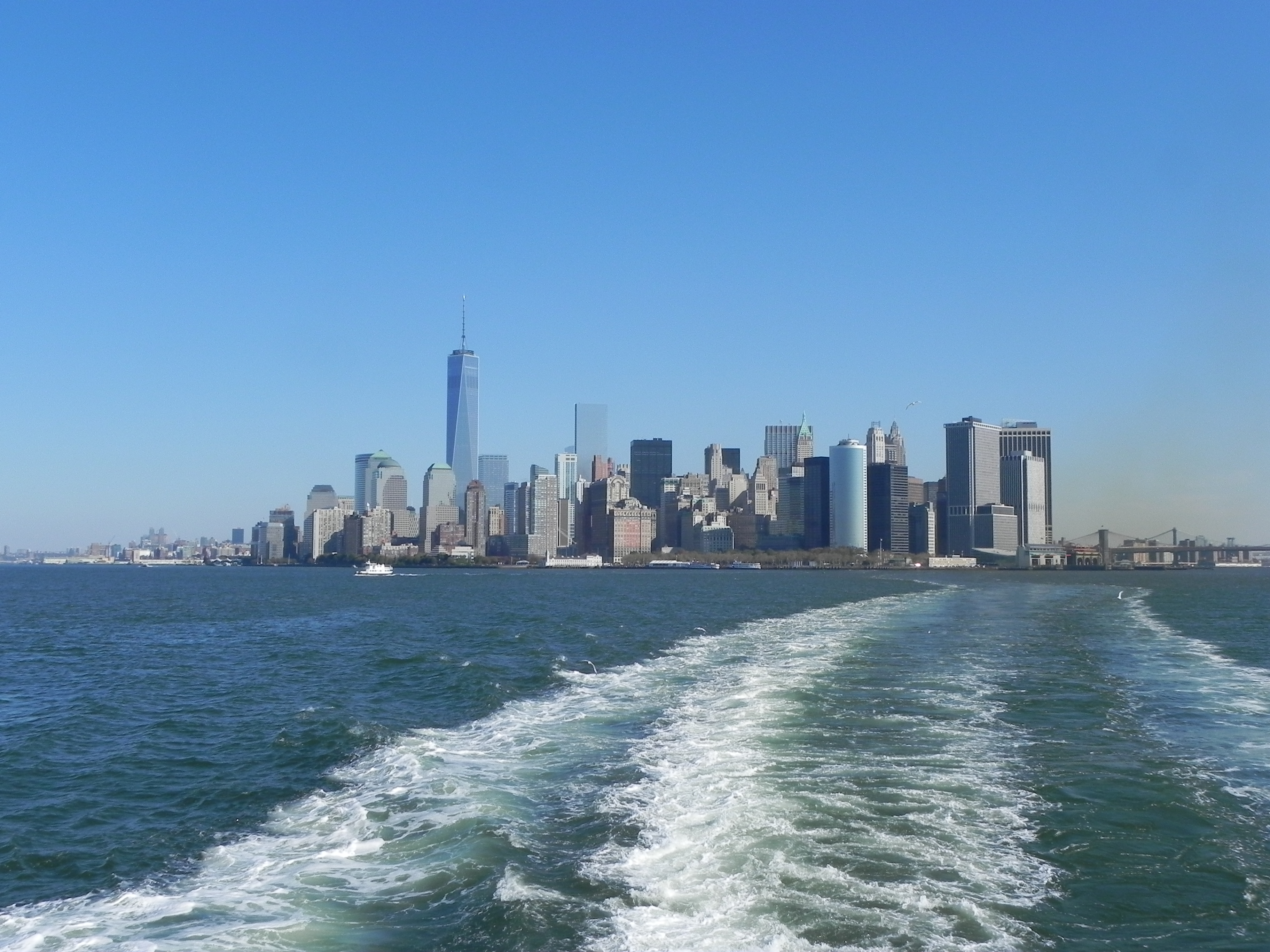
Widok na Manhattan z promu Staten Island Ferry
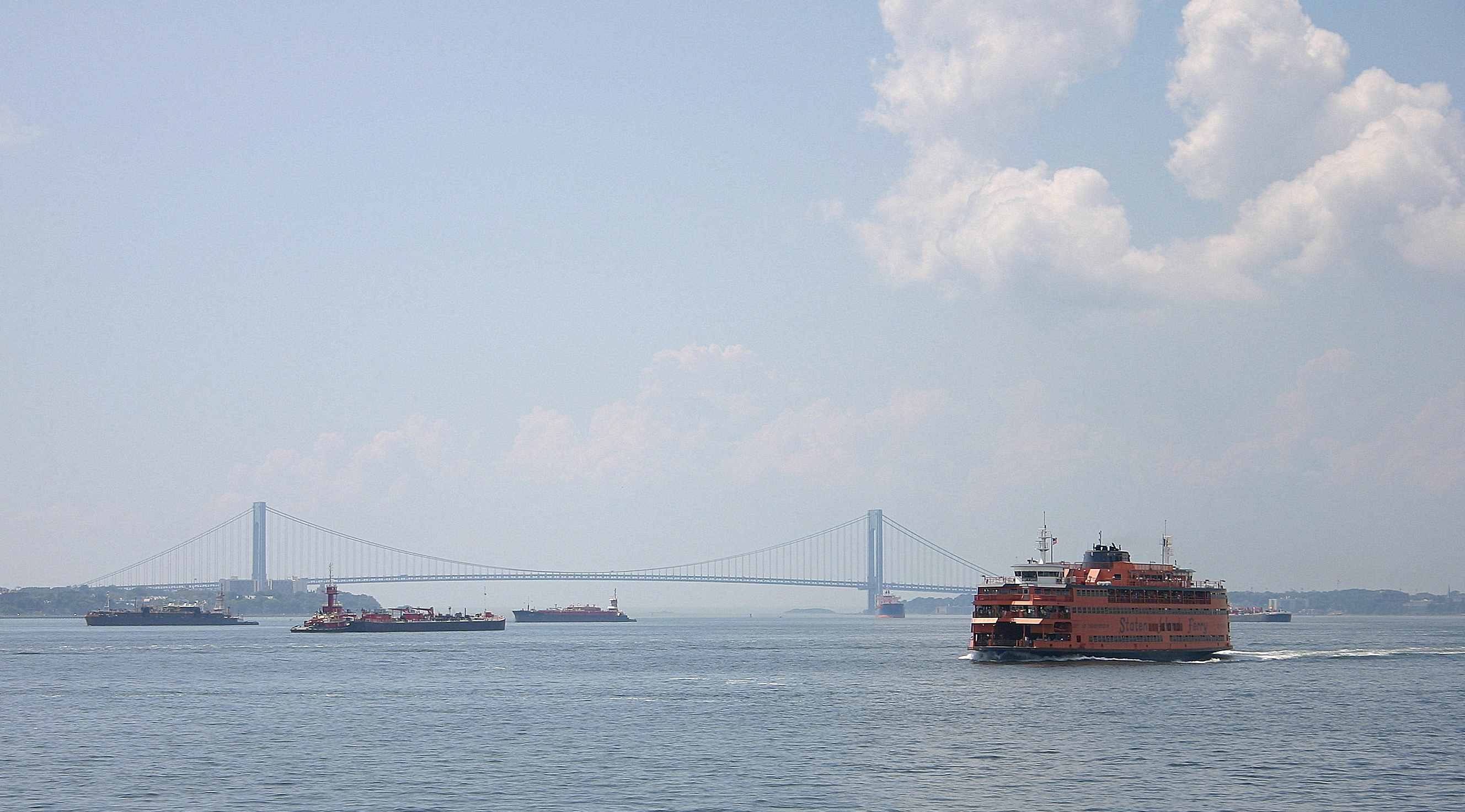
Prom Staten Island Ferry z Mostem Verrazano-Narrows w tle
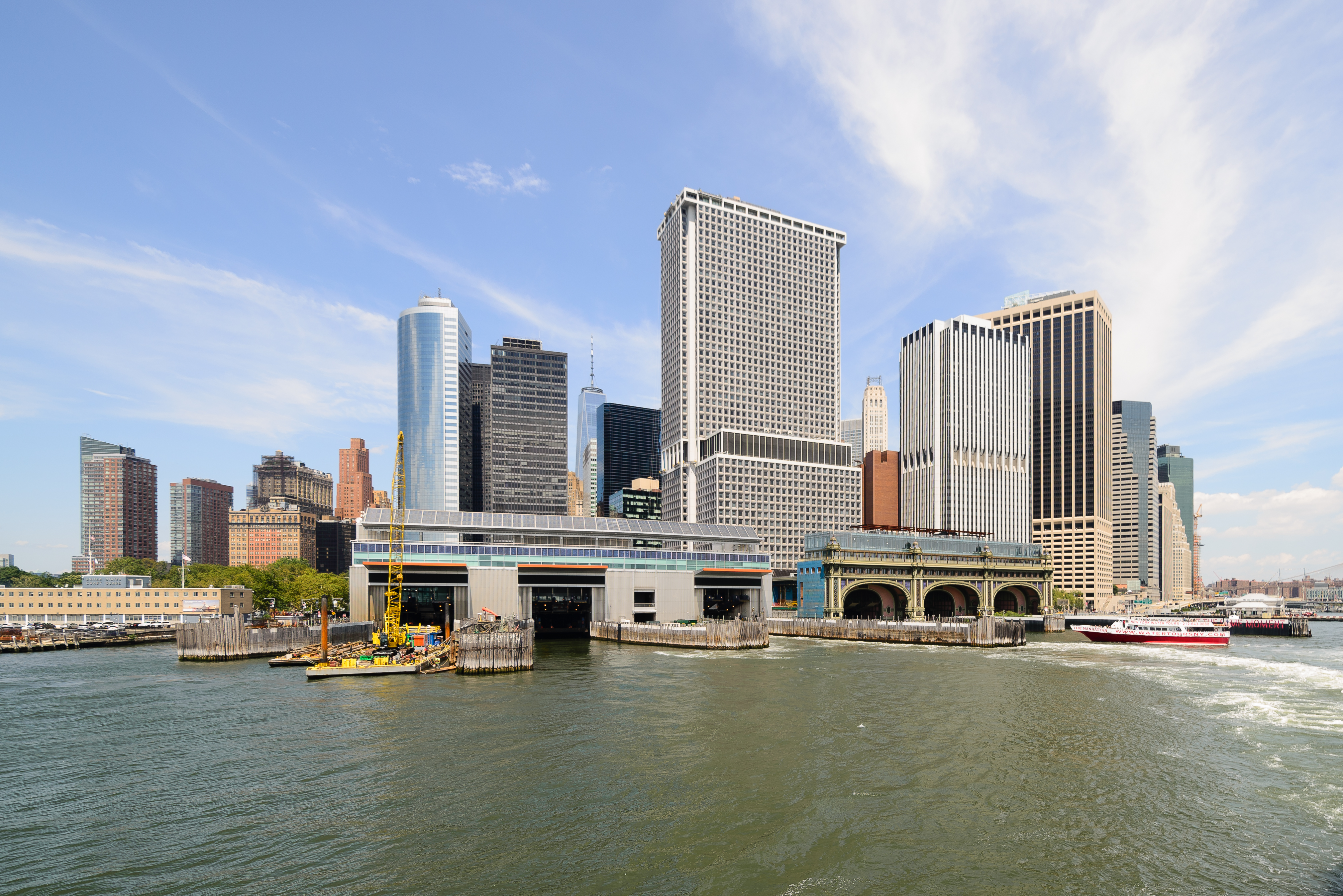
Widok na Dolny Manhattan
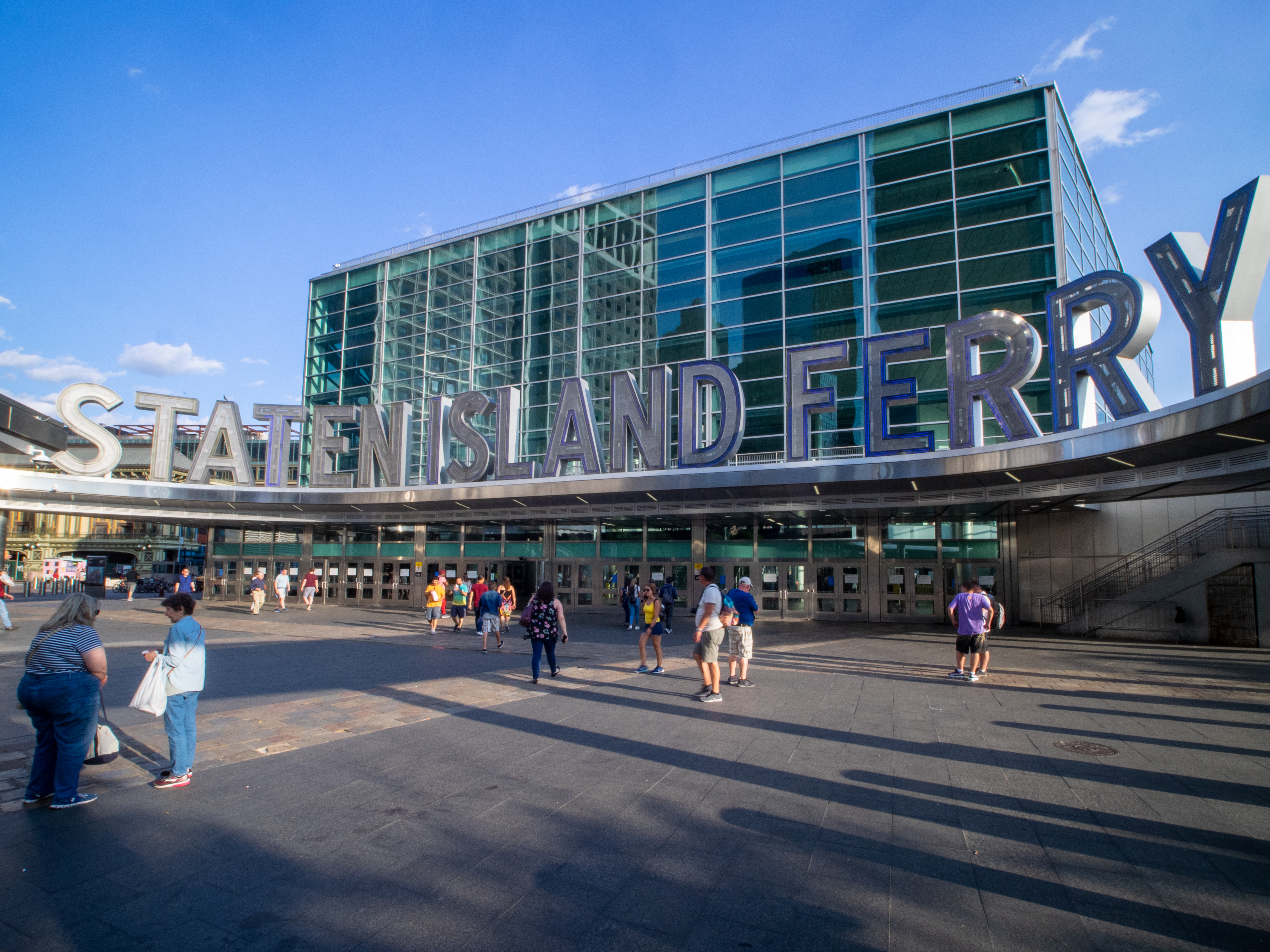
Terminal Whitehall na Manhattanie